# Astroloy
Astroloy är handelsnamn för en legering. Utmärkande egenskap är att den uthärdar hög arbetstemperatur.  Densiteten är 7910 kg/m3.

## Användningsområde
- Maskinelement för gasturbiner.